# Див (притока Ламанша)
Див (фр. Dives) је река у Француској. Дуга је 105 km. Улива се у Ламанш. 